# Episodi di Cardfight!! Vanguard will+Dress Season 3
Cardfight!! Vanguard will+Dress Season 3 (カードファイト!! ヴァンガード will+Dress Season3?, Kādofaito!! Vangādo will+Dress Season3) è stato trasmesso in Giappone dall'8 luglio al 7 ottobre 2023 su TV Tokyo per un totale di 13 episodi. Le sigle sono The last resort dei GYROAXIA (apertura) e BLUE BUD di Hina Aoki (chiusura). I diritti di distribuzione al di fuori dell'Asia di questa stagione sono stati acquistati da Crunchyroll che la pubblica in versione sottotitolata in più Paesi, tra cui l'Italia.

Il logo della serie

Il gioco di carte Vanguard viene dominato dagli Uniformers, un gruppo che intende creare l'"Ultimate Fight" utilizzando una speciale tecnologia AI GUI. In un mondo in cui tutti i Fighter possono diventare i più forti, Yuyu e i suoi amici decidono di farsi strada per il bene delle divertenti sfide che si possono affrontare con il gioco di carte Vanguard.

## Lista episodi
| Nº serie | Nº | Titolo italiano Giapponese 「Kanji」 - Rōmaji                                   | In onda           | In onda |
| Nº serie | Nº | Titolo italiano Giapponese 「Kanji」 - Rōmaji                                   | Giapponese        |         |
| 1 (544)  | 1  | L'avanguardia del nuovo mondo 「新世界への先導者」 - Shin sekai e no sendōsha   | 8 luglio 2023     |         |
| 2 (545)  | 2  | L'oscurità di Shirogane 「白銀の闇」 - Shirogane no yami                        | 15 luglio 2023    |         |
| 3 (546)  | 3  | Il prescelto dagli occhi malvagi 「凶眼の怪物」 - Kyō me no kaibutsu            | 22 luglio 2023    |         |
| 4 (547)  | 4  | Il vestito del chiaro di Luna 「月影のドレス」 - Tsukikage no Doresu            | 29 luglio 2023    |         |
| 5 (548)  | 5  | a glorious day 「a glorious day」                                               | 5 agosto 2023     |         |
| 6 (549)  | 6  | DressUp 「新たな装い」 - DoresuAppu                                             | 12 agosto 2023    |         |
| 7 (550)  | 7  | Lo sbocciare della fine 「終焉の開花」 - Shūen no kaika                         | 26 agosto 2023    |         |
| 8 (551)  | 8  | Punto di infinito 「無限遠点」 - Pointo obu Infiniti                            | 2 settembre 2023  |         |
| 9 (552)  | 9  | Blackout 「暗転」 - Burakkuauto                                                 | 9 settembre 2023  |         |
| 10 (553) | 10 | Unison 「重なり合う音色」 - Yunizon                                             | 16 settembre 2023 |         |
| 11 (554) | 11 | Cieli Stellati vs Cielo Spezzato 「星天 vs 破天」 - Seiten vs haten             | 23 settembre 2023 |         |
| 12 (555) | 12 | Oltre il vero definitivo 「真の最強のその先を」 - Shin no saikyō no sono-saki o | 30 settembre 2023 |         |
| 13 (556) | 13 | will+Dress 「will+Dress」                                                       | 7 ottobre 2023    |         |